# Miss Kobayashi's Dragon Maid
Miss Kobayashi's Dragon Maid (japanisch 小林さんちのメイドラゴン Kobayashi-san Chi no Meidoragon) ist eine Manga-Serie von Coolkyōshinja. Sie erscheint seit 2013 in Japan. Eine Adaption als Anime-Fernsehserie entstand im Jahr 2017. Das Werk erzählt in kurzen Episoden vom gemeinsamen Leben einer japanischen Angestellten und einer Drachin im Maid-Kostüm. Es ist in die Genres Fantasy und Comedy einzuordnen.

## Inhalt
Nach einer abendlichen Zechtour trifft die Büroangestellte Kobayashi im Wald auf den Drachen Tōru aus einer anderen Welt und befreit sie von einem magischen Schwert. Am nächsten Morgen steht Tōru vor der Wohnung der zunächst ahnungslosen Kobayashi und will bei ihr einziehen – in Menschengestalt und im Maid-Kostüm. Kobayashi, selbst Fan von Maids, will sie zunächst zurückweisen, willigt aber nach Tōrus Liebesgeständnis schließlich ein. Die Drachin will fortan in der friedlichen Menschenwelt gemeinsam mit Kobayashi leben, doch fällt es ihr immer wieder schwer, ihre menschenverachtende Drachennatur zu unterdrücken. Kobayashi muss sie immer wieder zurückhalten und tadeln.
In Kobayashis Kollegen Takiya sieht Tōru zunächst einen Konkurrenten. Doch für den heimlichen Otaku und Maid-Fan ist Kobayashi eine gute Freundin mit gemeinsamen Interessen. Nach einiger Zeit tauchen weitere Drachen, Bekannte von Tōru, in der Menschenwelt auf. Erst die kleine Kanna, aus der anderen Welt verstoßen, die Kobayashi zunächst hasst. Doch dann freunden sie sich an und Kanna zieht bei den beiden ein, da sie sonst keine Bleibe hat. Daher müssen die drei bald umziehen und schließlich geht Kanna sogar in die Grundschule, da sie den anderen kleinen Kindern den Schulbesuch neidet. Dort ist die niedliche Kanna bei allen beliebt und freundet sich mit Riko Saikawa an, die sich in sie verliebt. Kanna folgen aus der anderen Welt Fafnir und Lucoa, die nach ihren Bekannten schauen wollen. Auch der bisher zurückgezogen einen Schatz hütende Fafnir zieht nach einiger Zeit überraschend in die Menschenwelt und bei Takiya ein. Beide vertragen sich sehr schnell ausgezeichnet, da sie Stubenhocker sind und gern Computerspiele spielen. Lucoa beziehungsweise Quetzalcoatl gerät zufällig in die Beschwörungsversuche des jungen Magiers Shōta. Sie zieht als von ihm beschworene bei ihm ein, um so auch in dieser Welt bleiben zu können. Der Jugendliche ist davon und besonders von ihrem attraktiven Körper völlig überfordert und hält Lucoa für einen Succubus.
Schließlich taucht auch Elma auf, eine Drachin der Harmonie-Fraktion, die um einen Frieden mit den Menschen bemüht ist. Sie glaubt nicht, dass die zur konkurrierenden Chaos-Fraktion gehörende Tōru nun friedlich bei den Menschen lebt. Elma will sie daher beobachten und sucht sich, um zu überleben, einen Job. So wird sie zufällig zur neuen Kollegin von Kobayashi, die sie einweisen muss. Trotz einiger weiterer Streitereien erkennt Elma, dass Tōru ein friedliches Leben mit Kobayashi will. Das wird schließlich durch die Ankunft von Tōrus Vater, Kaiser des Untergangs, gestört. Er holt sie zurück in die andere Welt, weil Tōru nicht in diese gehöre und sich nicht in die Angelegenheiten der Menschen einmischen darf. Kobayashi vermisst ihre Gefährtin, bis Tōru zurückkehrt. Es kommt zum Kampf mit ihrem Vater, in den Kobayashi eingreift und erklärt, dass auch sie mit Tōru gemeinsam leben will. Schließlich lässt Tōrus Vater seiner Tochter ihren Willen und die beiden können ihr gemeinsames Leben mit Kanna und ihren Freunden fortsetzen.

## Charaktere

### Hauptcharaktere
Kobayashi
Kobayashi (jap. 小林) ist eine 25-jährige, alleinlebende Frau, die als Programmiererin arbeitet und ein ruhiges und ereignisloses Leben führt, welches auf den Kopf gestellt wird, als sie in einer durchzechten Nacht der Drachin Tōru das Leben rettet und diese aus Dankbarkeit in Menschengestalt bei ihr einzieht, nachdem Kobayashi ihr im Alkoholrausch von ihrer heimlichen Leidenschaft für Maids erzählt hat. Ihr Vorname wird nie genannt. Kobayashi ist eine ruhige und verlässliche Person, die den meisten Situationen mit stoischer Gelassenheit begegnet; unter Alkoholeinfluss, der aufgrund ihrer Vorliebe vor allem für Bier häufiger vorkommt, fallen bei ihr jedoch zuweilen sämtliche Hemmschwellen und sie neigt zu heftigen Gefühlsausbrüchen. Aufgrund ihrer Erscheinung und ihrer flachen Brüste (welche sie regelmäßig frustrieren) wird sie hin und wieder für einen Mann gehalten. Das Auftauchen Tōrus und ihrer Drachenfreunde stellt sie vor allem emotional vor Herausforderungen, da sie es nicht gewohnt ist, von anderen umgeben zu sein, und außer zu ihrer Familie und ihrem Arbeitskollegen Takiya keine großartigen menschlichen Beziehungen pflegt, schließlich gewöhnt sie sich aber an die Abwechslung und wird selbst offener und lebensfroher. Tōrus allzu aufdringliche und trickreiche Avancen lassen sie immer wieder zurückschrecken und bereiten ihr zuweilen Schwierigkeiten, allerdings weiß sie Tōrus Verliebtheit auch durchaus zu nutzen, wenn es darum geht, Tōru unter Kontrolle zu bringen oder ihr ein bestimmtes Verhalten zu entlocken; trotz alldem respektiert sie Tōrus Anstrengungen und ist insgeheim glücklich, sie um sich zu haben.
Tōru
Tōru (jap. トール) ist ein weiblicher Drache aus einer anderen Welt und gehört dort der Chaos-Fraktion an. In ihrer menschlichen Gestalt erscheint sie als junge Frau mit langen, blonden Haaren mit feuerroten Spitzen und Augen mit erweiterten, roten Pupillen; in den meisten Fällen behält sie außerdem auch als Mensch ihre Hörner und ihren Drachenschwanz, wird deshalb von den meisten aber einfach nur für eine Cosplayerin gehalten. Wie viele andere Drachen beherrscht Tōru neben ihrer Fähigkeit, sich in einen Menschen zu verwandeln, auch eine Reihe von Zaubern, darunter das Öffnen von Dimensionsportalen, was das Auftauchen der Drachen in der modernen Welt erklärt. Sie hat eine fröhliche, aber naive Persönlichkeit, ist unsterblich in Kobayashi verliebt und tut daher alles, um dieser eine möglichst gute Maid zu sein. Auch bekundet sie Kobayashi gegenüber ihre Liebe offen und regelmäßig, was so weit geht, dass sie als Running Gag der Serie immer wieder versucht, Kobayashi heimlich Stücke ihres (giftigen) Drachenschwanzes in das von ihr zubereitete Essen zu schmuggeln, was diese aber jedes Mal angewidert durchschaut. Neben ihrer unerschütterlichen Treue ist sie aber ebenso eifersüchtig und wird schnell misstrauisch, sobald sie meint, einen Rivalen um Kobayashis Gunst zu wittern. Ihre ursprüngliche Abneigung gegen Menschen legt Tōru ab, nachdem sie Kobayashi kennengelernt hat; sie legt allerdings auch weiterhin ein gewisses Überlegenheitsgefühl gegenüber der für sie „minderwertigen“ Spezies an den Tag und muss daher regelmäßig von Kobayashi in ihre Schranken gewiesen werden.
Kanna Kamui
Kanna Kamui (jap. カンナカムイ) ist ein junges Drachenmädchen, welches nach einer Vielzahl von Streichen vorübergehend aus der Drachenwelt verbannt wurde, und eine gute Freundin von Tōru. In menschlicher Gestalt ist sie ein Mädchen im Grundschulalter mit weiß-lavendelfarbenen Haaren und blauen Augen, welches gemeinhin als außergewöhnlich niedlich empfunden wird. Sie ist der einzige bekannte Drache, der keiner Fraktion angehört. Obwohl Kanna älter ist, als es anhand ihrer Menschengestalt den Anschein hat, legt sie ein sehr kindliches Verhalten an den Tag, ist neugierig, liebt Spiele und niedliche Dinge. Auch hat sie die Angewohnheit, Insekten und kleine Tiere einfach zu essen. Trotz ihrer kindlichen Persönlichkeit ist Kanna im Vergleich zu Tōru jedoch ausgeglichener, sie verliert seltener die Fassung und hat weniger Probleme damit, ihre Drachennatur zu verbergen. Ihre Kräfte zieht sie aus Elektrizität, wofür sie sich in der Menschenwelt mit ihrem Drachenschwanz an einer Steckdose auflädt. Nachdem sie Tōru nicht überreden kann, mit ihr zurück in ihre Welt zu gehen, bietet Kobayashi ihr an, mit bei ihr zu wohnen, da sie selbst nicht eigenständig zurück kann. Obwohl sie Kobayashi anfangs misstraute, entwickelt sich sehr schnell ein gutes Verhältnis zwischen den beiden, und schließlich betrachtet Kanna Kobayashi als eine Art Mutterfigur, so wie sie zu Tōru aufblickt wie zu einer großen Schwester. Im Lauf der Serie besucht Kanna, nachdem Kobayashi sie auf ihren Wunsch hin angemeldet und ihr Schulsachen gekauft hat, unter dem Namen Kanna Kobayashi (jap. 小林カンナ, Kobayashi Kanna) die dritte Klasse der Oborozuka-Grundschule, und genießt es sichtlich, dort unter normalen Kindern zu sein, die sie sofort bewundern, ohne dabei etwas von ihrer wahren Natur als Drache zu ahnen. Die Figur ist angelehnt an Kannakamuy (jap. カンナカムイ), die Donnergottheit der Ainu im Norden Japans, weshalb sie auch in der Schule bei ihrer Vorstellung angibt, von der Insel Uschischir zu stammen.

### Drachen
Die Drachen in der Serie entsprechen weitestgehend ihren mythologischen Vorbildern, haben aber darüber hinaus die Fähigkeit, eine menschliche Gestalt anzunehmen, und beherrschen diverse Zauber. Die menschliche Gestalt können sie sich allerdings nicht direkt selbst aussuchen, vielmehr wird sie durch ihre Persönlichkeit und ihren Status innerhalb der Drachengemeinschaft geprägt. Die Drachen sind im Allgemeinen in drei Fraktionen organisiert: Die Harmonie-Fraktion ist darauf bedacht, ein friedliches Zusammenleben mit den Menschen zu ermöglichen sowie die Götter zu verehren, wohingegen die Chaos-Fraktion einen unerbittlichen Hass auf Menschen hegt, die sie als minderwertig ansieht, und für die Vorherrschaft der Drachen sowie die Zerstörung der Götter kämpft. Während Harmonie- und Chaos-Fraktion miteinander offen verfeindet sind, greift die dritte Fraktion, die Beobachter-Fraktion, nicht in diesen Konflikt ein. Außerdem ist es den Drachen verboten, sich in andere Welten einzumischen und so deren Gleichgewicht zu stören.
Quetzalcoatl/Lucoa
Quetzalcoatl (jap. ケツァルコアトル, Ketsarukoatoru), meistens einfach nur Lucoa (bzw. Lcoa, jap. ルコア, Rukoa) genannt, ist eine Drachin der neutralen Beobachter-Fraktion und frühere aztekische Göttin, die ihren göttlichen Status aber verlor, nachdem sie unter Einfluss einer verfluchten Spirituose einen Skandal verursacht hatte, der mit ihrer Schwester zusammenhing, ähnlich dem Mythos des Wesens Quetzalcoatl, an den die Figur angelehnt ist. Tritt sie als Mensch in Erscheinung, ist sie eine sehr wohlgeformte Frau mit blonden Haaren, die in grün-blauen Spitzen enden, und einer markanten Heterochromie. Ihr auffälligstes Merkmal sind ihre ungewöhnlich großen Brüste. Sie ist weise, gibt sich immer freundlich, hat für ihre Freunde immer Ratschläge parat und geht allgemein sehr unbekümmert durchs Leben, mag es aber nicht, auf ihre Vergangenheit angesprochen zu werden. Nachdem sie sich in einen Beschwörungszauber des Nachwuchsmagiers Shōta eingemischt hat, um zu verhindern, dass dieser tatsächlich einen Dämon beschwört, zieht sie als seine vermeintliche „Beschwörung“ bei ihm ein. Lucoa trägt ihren menschlichen Körper mit Freude offen zur Schau, was Shōta, der an der Schwelle zur Pubertät steht, komplett überfordert und immer wieder in Verlegenheit bringt, und außerdem regelmäßig dazu führt, dass sie an verschiedenen Orten wegen zu leichter Bekleidung von Personal abgeführt wird.
Fafnir
Fafnir (jap. ファフニール, Fafunīru) ist ein männlicher Drache und ebenfalls ein alter Freund von Tōru. Über seine Vergangenheit ist nicht viel bekannt, außer dass er viele Jahrhunderte lang einen Schatz in einer Höhle bewachen musste und einen tiefen Hass gegen Menschen entwickelte, die immer wieder versuchten, in die Höhle einzudringen und etwas von dem Schatz zu stehlen, weshalb er auch der Chaos-Fraktion beitrat und zunächst viele von Tōrus neuen Verhaltensweisen in der Menschenwelt infrage stellt. Als Mensch erscheint er als junger Mann mit langem, schwarzem Haar, mit Brille und dunkelroten Augen. Trotz seiner Abneigung gegen Menschen freundet er sich mit Kobayashis Arbeitskollegen Takiya an und zieht schließlich, nachdem Tōru vergeblich versucht hat, für ihn unter dem Namen Takeshi Ōyama (jap. 大山猛, Ōyama Takeshi) eine Wohnung zu finden, bei diesem ein, wo er eine große Vorliebe für Computerspiele und andere Popkultur entwickelt und den Otaku-Lebensstil, den er von Takiya übernimmt, insgeheim sehr genießt.
Elma
Elma (jap. エルマ, Eruma) ist ein weiblicher Wasserdrache und gehört der Harmonie-Fraktion an. Ihre menschliche Gestalt ist die einer jungen Frau mit schwarzen Haaren, die an den Spitzen violett gefärbt sind, und blauen Augen. Wenn sie arbeitet, trägt sie zusätzlich eine Brille und verbirgt auch ihr Horn und ihren Drachenschwanz, welche sie sonst behält. Sie ist in der Drachenwelt Tōrus Erzfeindin, wobei ihr Konflikt weniger auf persönlicher Abneigung denn auf ihren Fraktionszugehörigkeiten beruht. Als solche ist Elma ihr kräftemäßig ebenbürtig, allerdings mit anderen Fähigkeiten ausgestattet und so z. B. nicht in der Lage, wie Tōru Dimensionstore zu öffnen. Nachdem sie vergeblich versucht hat, Tōru wieder in die Welt der Drachen zurückzuholen, und selbst nicht zurückkehren kann, steigt Elma unter dem Namen Elma Jōi (jap. 上井エルマ, Jōi Eruma) in der Firma ein, in der auch Kobayashi arbeitet, um in der neuen Welt ihren Lebensunterhalt selbstständig zu bestreiten, muss aber von Kobayashi erst angelernt werden, zu der sie infolgedessen ein sehr gutes kollegiales und auch freundschaftliches Verhältnis entwickelt, anfänglich sehr zum Missfallen Tōrus. Mit dieser legt sie ihren gemeinsamen Konflikt schließlich bei, sowohl Kobayashi zuliebe, als auch, um die Ordnung der neuen Welt nicht zu stören. Elma ist hartnäckig, ehrgeizig und fleißig, aber auch naiv, und es fällt ihr schwer, Entscheidungen zu treffen. Außerdem hat sie eine große Schwäche für Essen, vor allem Süßigkeiten, und ist damit leicht beeinflussbar.
Ilulu
Ilulu (jap. イルル, Iruru) ist eine weitere Drachin der Chaos-Fraktion. Ihre menschliche Gestalt ist eine Frau mit eher kleinerer Statur und roten Haaren, oftmals behält sie zusätzlich zu den Hörnern und dem Schwanz auch noch ihre Drachenarme. Obwohl sie annähernd im gleichen Alter wie Tōru ist, ist ihr Verhalten deutlich kindlicher und von Unsicherheit geprägt. In ihrer Vergangenheit hat sie als Kind viel mit Menschen gespielt und hatte zu ihnen ein gutes Verhältnis. Nachdem ihre Eltern bei einem Angriff der Menschen getötet worden waren, überzeugten die anderen Drachen der Chaos-Fraktion sie jedoch von der Schlechtigkeit der Menschen. Sie kommt sie in die moderne Welt, um das Verhältnis zwischen Tōru und Kobayashi zu zerstören, da ihr eine solche Koexistenz zwischen Mensch und Drache absolut zuwider ist. Nachdem sie Tōru im Kampf nicht schlagen kann und auch daran scheitert, Kanna gegen Kobayashi auszuspielen, versucht sie, Kobayashi selbst zu verführen, wobei letztendlich auch das nicht gelingt. Als sie später durch Eingreifen von Kobayashi und Tōru vor einem Harmonie-Drachen gerettet wird, ändert sie ihre Einstellung und zieht später ebenfalls bei Kobayashi ein, zu der sie sich nun genauso hingezogen fühlt wie Tōru, was zu einer neuen Rivalität zwischen den beiden führt. Dennoch schieben sie ihre Differenzen Kobayashi zuliebe beiseite, und Tōru hilft Ilulu wie schon vorher Kanna, sich in der Menschenwelt zurechtzufinden.
Damocles/Kaiser des Untergangs
Damocles (jap. ダモクレス, Damokuresu), auch bekannt als Kaiser des Untergangs (jap. 終焉帝, Shūentei), ist ein hochrangiges Mitglied der Chaos-Fraktion und Tōrus Vater. Er versucht, Tōru von ihrer (gewünschten) Beziehung mit Kobayashi abzubringen und zurück in die Welt der Drachen zu holen, zumal er durch ihre Präsenz die Gefahr sieht, dass ihr weitere Drachen in die Menschenwelt folgen werden und so ihre Ordnung gefährden. Nachdem Kobayashi sich für Tōru einsetzt, greift er sie an, wird aber von Tōru gestoppt und lässt die beiden schließlich in Frieden, da ihm bewusst ist, dass seine Tochter mächtiger ist als er selbst. Als Mensch erscheint er als alter, bärtiger Mann mit düsteren Augen und einer dunklen Kutte.

### Menschen
Makoto Takiya
Makoto Takiya (jap. 滝谷真, Takiya Makoto) ist Kobayashis Arbeitskollege. Er wird von der eifersüchtigen Tōru zunächst für einen Rivalen gehalten, sieht Kobayashi aber einfach als "guten Kumpel" an und ist außerdem ein leidenschaftlicher Otaku. Als solcher verfügt er über eine gewaltige Sammlung an Manga und Videospielen und weckt damit das Interesse von Fafnir, der bei ihm einzieht und schließlich sein bester Freund wird. Er betätigt sich auch selbst als Mangaka und Spieleprogrammierer und nimmt jedes Jahr an der Comiket teil, wobei ihm Kobayashi immer hilft.
Riko Saikawa
Riko Saikawa (jap. 才川リコ, Saikawa Riko) ist acht Jahre alt und Kannas Klassenkameradin an der Grundschule. Als Kanna frisch in die Klasse kommt, ist Riko zunächst eifersüchtig, da Kanna schlagartig von allen bewundert wird, und sieht in ihr eine Rivalin. Nachdem Kanna unter Tränen bekundet, einfach nur Freundschaft zu wollen, nimmt sie diese überwältigt an. Obwohl Riko sich zu Beginn gern aufspielt, vorlaut und nicht sehr beliebt in ihrer Klasse ist, tritt sie mit der Zeit netter und gegenüber anderen Leuten sehr höflich auf. Riko ist in Kanna aufgrund deren niedlicher Erscheinung verliebt; ein Running Gag sind ihre Gefühlsausbrüche, welche sie jedes Mal hat, wenn sie mit Kanna körperlich in Berührung kommt.
Shōta Magatsuchi
Shōta Magatsuchi (jap. 真ヶ土翔太, Magatsuchi Shōta) ist ein schüchterner Grundschüler, der aus einer Magierfamilie stammt und sich regelmäßig selbst an seinen Magiekünsten probiert. Sein Versuch, einen Dämonen zu beschwören, wird von Lucoa unterbrochen, die er fortan für einen Succubus hält. Als Running Gag der Serie errötet er, wann immer Lucoa in der Nähe ist, und läuft regelmäßig panisch weg, wenn er mit ihren auffälligen Brüsten in Kontakt gerät, da er mit dieser Situation nicht umzugehen weiß. Lucoa ihrerseits findet ihn einfach niedlich und hat ihren Spaß daran, mit ihm zu spielen. Sein Vater ist der Direktor der Firma, in welcher Kobayashi, Takiya und Elma arbeiten. Im Anime geht er außerdem auf dieselbe Schule wie Kanna und Riko, ist allerdings schon in der fünften Klasse.
Georgie Saikawa
Georgie Saikawa (jap. 才川ジョージー, Saikawa Jōjī) ist Rikos ältere Schwester und verkleidet sich gern als Maid, für welche sie eine ähnlich große Vorliebe hat wie Kobayashi. Aufgrund derer versteht sich Kobayashi mit ihr bei ihrer ersten Begegnung ausgezeichnet, Tōru allerdings weniger, da sie in Georgie eine weitere Rivalin sieht.

## Veröffentlichung
Der Manga erscheint seit Mai 2013 im Magazin Gekkan Action, der von Futabasha herausgegeben wird. Der Verlag brachte die Serie auch in bisher 16 Sammelbänden heraus (Stand: Februar 2025). Der 8. Band verkaufte sich in der ersten Woche nach Veröffentlichung fast 45.000 Mal in Japan. Eine englische Fassung erscheint bei Seven Seas Entertainment, eine chinesische bei Ching Win Publishing.
Seit Dezember 2016 erscheint im gleichen Magazin der Ableger Kobayashi-san Chi no Maid Dragon: Kanna no Nichijō, der vom Alltag des Drachenmädchens Kanna erzählt. Gezeichnet wird er von Mitsuhiro Kimura. Zu diesem kamen bisher sechs Sammelbände heraus. Wie bei der vorhergehenden Serie wird eine englische Fassung von Seven Seas Entertainment und eine chinesische von Ching Win Publishing herausgegeben.
Erneut im gleichen Magazin startete im August 2017 Kobayashi-san Chi no Maid Dragon: Elma no OL Nikki, gezeichnet von Ayami Kazama. Die Kapitel erschienen auch gesammelt in bisher drei Bänden. Seven Seas Entertainment bringt auch diese Serie auf Englisch heraus.
Im Juni 2021 gab der deutsche Verlag dani books bekannt, sich die Lizenz für die Mangaserie gesichert zu haben. Die Reihe erscheint auf Deutsch seit September 2023 unter dem internationalen Titel Miss Kobayashi's Dragon Maid.

## Animeserie
Unter der Regie von Yasuhiro Takemoto entstand beim Studio Kyōto Animation eine 13-teilige Anime-Fernsehserie. Hauptautor war Yuka Yamada, für das Charakterdesign war Miku Kadowaki verantwortlich und die künstlerische Leitung lag bei Mikiko Watanabe. Die Serie wurde vom 12. Januar bis 6. April 2017 punkt Mitternacht (und damit am vorigen Fernsehtag) von Tokyo MX ausgestrahlt, sowie etwa zwei Stunden später auch auf TV Aichi und ABC, sowie am Folgetag auf BS11. Parallel wurde der Anime auf der Plattform Crunchyroll international veröffentlicht, mit Untertiteln unter anderem in Deutsch und Englisch. Eine englische Synchronfassung wurde zugleich von Funimation Entertainment herausgebracht. Aniplus Asia strahlte diese im Fernsehen aus. Später wurden auf Crunchyroll auch Synchronfassungen in Deutsch, Portugiesisch, Spanisch und Französisch veröffentlicht.
Die Serie wurde zwischen dem 15. März und 20. September 2017 auf sieben Blu-rays bzw. DVDs in Japan veröffentlicht, wobei die letzte eine zusätzliche 14., als OVA produzierte Folge enthielt.
Anfang 2019 wurde mit der Veröffentlichung des achten Manga-Bandes eine zweite Staffel angekündigt. Nachdem der bisherige Regisseur Yasuhiro Takemoto beim Brandanschlag auf Kyōto Animation am 18. Juli 2019 als eins von 34 Opfern ums Leben kam, war der Status der neuen Staffel lange Zeit unbekannt. Im August 2020 wurde schließlich bekannt gegeben, dass die Fortsetzung im Jahr 2021 im japanischen Fernsehen starten werde. Crunchyroll kündigte an, die zweite Staffel international im Simulcast zu zeigen.
Seit September 2021 erscheint nach und nach auch eine deutsche Synchronfassung der zweiten Staffel.

### Synchronisation
Die deutsche Synchronfassung wurde von Violetmedia produziert.
| Rolle                          | japanischer Sprecher (Seiyū) | deutscher Sprecher     |
| ------------------------------ | ---------------------------- | ---------------------- |
| Kobayashi                      | Mutsumi Tamura               | Shandra Schadt         |
| Tōru                           | Yūki Kuwahara                | Winnie Brandes         |
| Kanna Kamui                    | Maria Naganawa               | Laura Maire            |
| Fafnir                         | Daisuke Ono                  | Tobias Brecklinghaus   |
| Makoto Takiya                  | Yūichi Nakamura              | Oliver Scheffel        |
| Lucoa                          | Minami Takahashi             | Tatjana Pokorny        |
| Elma                           | Yūki Takada                  | Nicole Hise            |
| Riko Saikawa                   | Emiri Katō                   | Julia Bautz            |
| Shōta Magatsuchi               | Kaori Ishihara               | Kerstin Julia Dietrich |
| Damocles/Kaiser des Untergangs | Takayuki Sugō                | Gerhard Jilka          |
| Ilulu                          | Tomomi Mineuchi              | Patricia Strasburger   |

### Musik
Die Musik wurde komponiert von Masumi Itō. Das Vorspannlied ist Aozora no Rhapsody (青空のラプソディ) von fhána und der Abspann ist unterlegt mit dem Lied Ishukan Communication (イシュカン・コミュニケーション) von Choro-gonzu, d. h. den Synchronsprecherinnen in ihrer jeweiligen Rolle.